# Modrowronka zaroślowa
Modrowronka zaroślowa (Aphelocoma coerulescens) – gatunek średniej wielkości ptaka ptaka z rodziny krukowatych (Corvidae).

## Systematyka
Takson ten był łączony w jeden gatunek z modrowronką kalifornijską (A. californica) i modrowronką wyspową (A. insularis). Nie wyróżnia się podgatunków.

## Zasięg występowania
Modrowronka zaroślowa występuje endemicznie na Florydzie w południowo-wschodnich Stanach Zjednoczonych.

## Wygląd
Długość ciała około 26 cm; masa ciała samców 79,3 g, samic średnio 75 g. Smukła sójka bez czubka; z wierzchu granatowoniebieska, z szarobrązowym grzbietem. Pokrywy uszne szare. Gardło i góra piersi szare w delikatne niebieskie kreski z niebieskoszarą półobrożą na piersi. Pokrywy podogonowe białawe do niebieskich.

## Status
IUCN uznaje modrowronkę zaroślową za gatunek narażony (VU, Vulnerable). Liczebność populacji szacuje się na 2500–9999 dorosłych osobników, a jej trend oceniany jest jako spadkowy.